# Турчинович, Андрей Анатольевич
Андрей Анатольевич Турчинович (16 мая 1974, Минск) — белорусский футболист, нападающий.

## Биография
Воспитанник минской футбольной школы «Смена», тренеры — Геннадий Неверовский, Александр Сидорович. На взрослом уровне часто играл под руководством Людаса Румбутиса. В первом сезоне независимого чемпионата Белоруссии дебютировал во взрослом футболе в старшей команде «Смены» во второй лиге и стал лучшим бомбардиром турнира с 17 голами в 13 матчах. Следующий сезон начал со «Сменой» в первой лиге, где также много забивал.
В начале 1993 года перешёл в минский клуб «Беларусь» (позднее — «Динамо-93»), где провёл пять лет, сыграв более 100 матчей. Первый матч в высшей лиге сыграл в апреле 1993 года против могилёвского «Днепра» и забил гол после выхода на замену. В составе «Динамо-93» стал серебряным (1993/94) и трижды бронзовым (1992/93, 1994/95, 1995) призёром чемпионата страны, обладателем Кубка Белоруссии (1994/95). В сезоне 1997 года занял третье место в споре бомбардиров (15 голов). Покинул минский клуб из-за финансовых проблем.
В 1998 году перешёл в «Белшину», где провёл два сезона. В 1998 году стал бронзовым призёром национального чемпионата и обладателем Кубка. В следующем сезоне был нерезультативен и постепенно выпал из состава, на что повлияла и тренерская чехарда. В 2000 году перешёл в «Молодечно-2000», с которым победил в первой лиге и провёл следующий сезон в высшей. В 2002 году выступал за «Неман» (Гродно), в его составе завоевал серебряные медали, в «золотом матче» против БАТЭ вышел на замену в дополнительное время. Последний сезон на профессиональном уровне провёл в 2003 году в клубе МТЗ-РИПО, занявшим второе место в первой лиге.
Всего за карьеру в высшей лиге Белоруссии сыграл 193 матча и забил 54 гола. В октябре 2001 года вошёл в «Клуб Петра Качуро» для футболистов, забивших 50 голов в белорусской лиге. В 2012 году включён в список 60 лучших воспитанников «Смены» (ФК «Минск»).
Выступал за молодёжную сборную Белоруссии.